# Impatiens wrayi
Impatiens wrayi är en balsaminväxtart som beskrevs av Joseph Dalton Hooker. Impatiens wrayi ingår i släktet balsaminer, och familjen balsaminväxter. Inga underarter finns listade i Catalogue of Life.